# River Radamus
River Radamus (Edwards, 12 de febrero de 1998) es un deportista estadounidense que compite en esquí alpino.
Ganó una medalla de oro en el Campeonato Mundial de Esquí Alpino de 2023, en la prueba de equipo mixto. En la Copa del Mundo consiguió un podio en total.
Participó en los Juegos Olímpicos de Pekín 2022, ocupando el cuarto lugar en la prueba de eslalon gigante.

## Palmarés internacional
| Campeonato Mundial | Campeonato Mundial           | Campeonato Mundial | Campeonato Mundial |
| Año                | Lugar                        | Medalla            | Prueba             |
| ------------------ | ---------------------------- | ------------------ | ------------------ |
| 2023               | Courchevel/Méribel (Francia) | Medalla de oro     | Equipo mixto       |